# Shayfeencom
Shayfeencom (wcześniej Shayfeen.com; tłum. Egipcie: Patrzymy na Ciebie) – inicjatywa rozpoczęta przez trzy egipskie kobiety (prominentną dziennikarkę telewizyjną, profesor uniwersytecką i konsultantkę rynkową) „by pomóc w przyniesieniu reform politycznych i demokracji do ich kraju”.
Shayfeencom to popularny ruch, monitorujący legalność i integralność wyborów – tak prezydenckich jak i parlamentarnych – w Egipcie, poprzez udział opinii publicznej. Ruch ten ma na celu ukrócenie wszelakiej korupcji w instytucjach rządowych i pozarządowych poprzez publiczne monitorowanie. Ma również na celu edukowanie i umożliwienie opinii publicznej zwiększenie świadomości znaczeń i pryncypiów demokracji.
Shayfeencom został oficjalnie założony w 2005 roku, przez grupę osób niezaangażowanych politycznie i rozpoczął swój pierwszy monitoring i obserwacje w pierwszych egipskich wyborach prezydenckich z udziałem wielu kandydatów. Przez pierwsze miesiące po wystartowaniu inicjatywy, 5000 osób zgłosiło się do niej i przyłączyło się w sieci. Ponad 1000 ochotników aktywnie uczestniczyło w monitorowaniu wyborów. Dzisiaj, ruch obejmuje 10 członków założycieli i tysiące zwyczajnych członków.
Shayfeencom jest organizacją non-profit, bez jakiejkolwiek politycznej lub ekonomicznej ideologii. Wszystkie rodzaje finansowania ruchu odbywają się przez zwykłych Egipcjan.

## Cele i działalność
Shayfeencom ma trzy główne cele. Pierwszym jest koniec jakichkolwiek form korupcji w publicznych i prywatnych instytucjach, co ma zamiar osiągnąć poprzez publiczny monitoring. Drugim celem jest umożliwienie obywatelom walki z korupcją. Ostatnim celem jest reforma wyborcza i sądowa.
Ruch pracował zatem nad następującymi sprawami:
- Korupcja rządowa[2][3]
- Korupcja w policji[3]
- Korupcja w sądownictwie[2][4]
- Korupcja w przedsiębiorczości[3]
- Kleptokracja[3]
- Fałszerstwa wyborcze[5]

## Metody

### Zgłaszanie
Shayfeencom używa obywateli, swoją dużą bazę członków, wszystkie typy mediów społecznościowych i gorącą linię, by otrzymywać zgłoszenia korupcji w kraju. Następnie stwarza odpowiedni system katalogowania tych zgłoszeń i zgłasza sprawę odpowiedniej instancji. Jeśli owa instancja nie odpowiada, Shayfeencom używa mediów do upublicznienia tego, co się wydarzyło, może też zorganizować protesty i demonstracje.

### Film dokumentalny
W 2007 roku, reżyser filmów dokumentalnych Jehane Noujaim (wraz z Sheriefem El Katshą) nadał film Shayfeen.com, który był częścią projektu „Dlaczego Demokracja”.

## Członkowie
Oryginalnie, ruch został założony przez trzy kobiety, ale po tym, jak został skazany na śmierć przez reżim Hosniego Mubaraka i po wymuszonym odejściu Hosniego Mubaraka w 2011 roku, ruch został odtworzony przez nowych członków, co było zastrzykiem świeżej krwi w ruch.

- Abeya El-Banhawy
- Ahmed Hafez
- Cherif El-Tabei
- Dalia Samy
- Engi El-Haddad
- Fatma Zackariya
- Heba Hilali
- Laila Amiry
- Mohamed Yehia
- Bothaina Kamel
- Mostafa Hegazi
- Neemat Khalil
- Ragia Omran
- Shereen El-Touni
- Sabrine Abu Sabaa
- Mohamed Abdel-Aziz
- Ahmed El Refai
- Akmal Kortam

Choć ruch ma dziesiątki tysięcy członkostw zgłaszających się ochotniczo w tej samej sprawie, jak dotąd był bardzo dyskretny w kwestii oficjalnej liczby członków i stworzył politykę prywatności która nie pozwala im na upublicznianie imion swoich członków, ze względu na strach przez politycznym prześladowaniem.

## Historia

### Przed Arabską Wiosną
Praca Shayfeencom rozpoczęła się w 2005 roku, po tym, jak prezydent Hosni Mubarak ogłosił, że po raz pierwszy w ciągu 24 lat jego prezydentury nadchodzące wybory odbędą się z udziałem wielu partii. Ta decyzja prezydenta wywołała demonstracje Egipcjan, którzy uznali ją za oszustwo. Kiedy rząd odpowiedział gwałtownymi represjami, Bothaina Kamel, Ghada Shahbandar i Engi El-Haddad zadecydowały, że nie będą w milczeniu śledziły te brutalne represje i założyły Shayfeencom.
W trakcie wyborów z 2005 roku, uzbroiły swoich zwolenników w kamery wideo i wysłały ich do miejsc głosowania w różnych zakątkach kraju, by monitorowali wybory i dokumentowali proces polityczny. Zobaczyli fałszerstwa wyborcze i zastraszanie wyborców. Kiedy kandydaci Braci Muzułmanów uzyskali dobre wyniki w pierwszej turze głosowania, siły służb bezpieczeństwa nie pozwoliły wyborcom wejść do miejsc głosowania na drugą turę. W trakcie trzeciej tury, frustracja wyborców wylała się na ulice i doszło do gwałtownych starć między protestującymi a policją.
Choć zrażeni przez niską frekwencję wyborczą (30%), liderzy Shayfeencom byli pozytywnie zmotywowani gotowością dwóch sędziów do zbadania fałszerstw wyborczych popełnionych przez osiemnastu ich kolegów. Sędziowie znaleźli dowody na oszustwo wyborcze, co uświadomiło ludziom moc i wpływ, które sędziowie mogą posiadać. Shayfeencom zaczął mobilizować poparcie dla niezależnego sądownictwa i – mimo zakazu zgromadzeń powyżej pięciu osób – tłumy zgromadziły się na zewnątrz Klubu Sędziów Egipskich, by wyrazić swoje poparcie. Wiele osób z tłumu zostało aresztowanych i pobitych, w tym Mahmoud Hamza, który sam jest sędzią. Trzy członkinie założycielki Shayfeencom zdecydowały się wyprodukować krótki film, który został wyświetlony przez stację BBC. Film ten dotyczył kwestii sądownictwa i nawoływał, by wykorzystać całą dostępną współczesną technologię – radio, monitory plazmowe, internet – by zachęcić opinię publiczną do poparcia Marszu Sędziów na rzecz Niezależnego Sądownictwa z 25 maja 2006 r.
Marsz i demonstracja skończyły się aresztem i więzieniem dla tysięcy zwykłych Egipcjan, ludzi, którzy pozostali w więzieniach nawet miesiące później. Mimo braku pieniędzy i niepowodzenia w osiągnięciu swych wczesnych celów, Shayfeencom kontynuowało swoją pracę. Engi rozmawiała z grupą światowych przywódców politycznych (w tym z byłym prezydentem George'em W. Bushem w ONZ, opisując brak wolności politycznej w Egipcie. Na wiosnę 2007 r. Shayfeencom ruszyło z kampanią przeciwko rządowym propozycjom 34 zmian w konstytucji, które wpisałyby część Stanu Wyjątkowego do Konstytucji.

### Po Arabskiej Wiośnie
Po Rewolucji w Egipcie z 2011 roku, ruch został odtworzony, choć metody zmieniły się dramatycznie.
Shayfeencom zaczęło przygotowywać się na pierwsze egipskie wybory prezydenckie miesiące przed tym, jak zostały ogłoszone, przez zbieranie tysięcy ochotników z wszystkich 27 egipskich muhafaz. Shayfeencom dostarczyło tym ochotnikom odpowiedniego treningu i poinformowało ich, co muszą robić, poprzez widea Youtube i seminaria w sieci.
Członkowie opinii publicznej wzięli na siebie zadanie patrzenia na zakłócenia wyborcze. Jeśli obywatel był świadkiem naruszenia prawa wyborczego, dzwonił na gorącą linię, by o tym powiadomić. Zgłoszenia napływały także przez konta na Twitterze i Facebooku. Zgłoszone naruszenia natychmiast ukazywały się na stronie sieciowej Shayfeencom, jako niepotwierdzone. Kilka minut później, oficjalni monitorzy albo potwierdzali te wiadomości, albo im zaprzeczali. Przez tylko dwa dni pierwszej fazy wyborów prezydenckich w Egipcie, Shayfeencom otrzymał ponad 1000 zgłoszeń naruszeń prawa wyborczego w całym kraju.
Shayfeencom pozostaje, by działać jako strażnik, ruch antykorupcyjny.